# Монтеро Риос, Эухенио
Эухенио Монтеро Риос (исп. Eugenio Montero Ríos); 13 ноября 1832, Сантьяго-де-Компостела — 12 мая 1914, Мадрид) — испанский политический и государственный деятель, юрист. Был министром юстиции при короле Амадео I, министром развития и юстиции, а также председателем Верховного суда при регентстве Марии Кристины, Председателем Совета Министров Испании при короле Альфонсо XIII (23 июня 1905—1 декабря 1905). Будучи председателем Сената Испании, сыграл важную роль в заключении в 1898 году Парижского договора, положившего конец Испано-американской войны,. Один из лидеров испанской Либеральной партии.

## Биография
Эухенио Монтеро Риос начал своё обучение в семинарии Сантьяго, позднее изучал право в Университете Сантьяго-де-Компостела. Был профессором канонического права в университете Овьедо (1859), затем в Университете Сантьяго-де-Компостела в 1860 году и в 1864 году в Центральном университете Мадрида. Основал прогрессистскую газету «Общественное мнение» (исп. La Opinión Pública) вместе с Антонио Ромеро Ортисом, одним из участников восстания полковника Мигеля Солиса против авторитарного режима генерала Нарваэса в 1846 году в Луго.

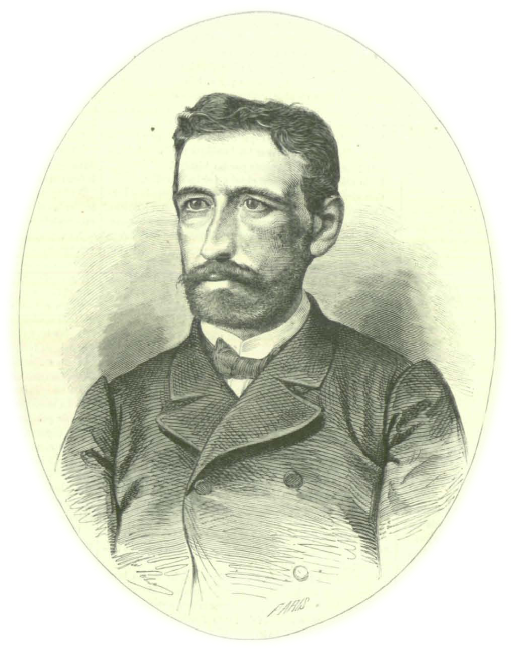
Монтеро Риос в 1870 году в качестве министра юстиции, гравюра в La Ilustración Española y Americana.

Политическую карьеру начал в рядах Прогрессивной партии Жоана Прима (исп. Partido Progresista). После революции 1868 года был избран депутатом Учредительного собрания 1869 года от прогрессистов в провинции Понтеведра. С 9 января 1870 по 4 января 1871 года был министром юстиции в правительстве Жоана Прима. В рамках борьбы за разделение церкви и государства представил законы о браке и регистрации актов гражданского состояния.
Был один из главных защитников короля Амадео I, которого после отречения в 1873 году сопроводил в Лиссабон.
В 1873 году участвовал в создании Демократической республиканской партии (исп. Partido Republicano Democrático) Кристино Мартоса. В 1877 году принял участие в организации Института свободного образования (исп. Institución Libre de Enseñanza, ILE), став его первым ректором.
В начале реставрации Бурбонов колебался между республиканцами (в 1880 году подписывает республиканский манифест) и либералами. Но не сумев в создать либеральную партию, которая могла бы конкурировать с партией Пракседеса Матео Сагасты, в конце концов, присоединился к нему.
При либеральных кабинетах Сагасты был министром развития (27 ноября 1885—10 октября 1886), председателем Верховного суда (1888) и министр юстиции (11 декабря 1892—6 июля 1893). В 1898 году, будучи председателем Сената, возглавлял испанскую делегацию на переговорх о мире между Испанией и США, которые завершились подписанием Парижского договора, по которому страна была вынуждена отказаться от своих последних колоний в Вест-Индии, Азии и Тихоокеанском регионе.
После смерти Сагасты в 1903 году Монтеро Риос возглавил Либеральную партию, вступив в конфликт с лидером умеренного крыла Сехизмундо Моретом, получив поддержку левой фракции Хосе Каналехаса и Антонио Агилара, маркиза де-ла-Вега-де-Армихо.
23 июня 1905 года был назначен Председателем Совета Министров, но ушёл в отставку 1 декабря того же года после отказа короля Альфонсо XIII наказать военных виновных в нападении на редакцию каталонского сатирического еженедельника ¡Cu-Cut!. Новым главой кабинета стал оппонент Монтеро Риоса Морет, согласившийся принять закон по которому все преступления «против страны или армии» передавались в юрисдикцию военной юстиции.
Эухенио Монтеро Риос умер в Мадриде 12 мая 1914 года. В своём завещании он отказался от наград, полученных от короны.

## Научная работа и заслуги
В 1855 году в Сантьяго-де-Компостела Монтеро Риос опубликовал работу «Доклад о происхождении и отношении политической экономии» (исп. Memoria sobre el origen y relaciones de la Economía Política). Вернувшись в свой родной город из Овьедо примкнул к течениям  в истории и науке, известных как ультрамонтанство и цисмонтанство.
Был членом первой секции Комиссии по кодификации и академиком Королевских академий истории (исп. Real Academia de la Historia) и моральных и политических наук (исп. Real Academia de Ciencias Morales y Políticas). Добился принятия Органического закона о судебной системе (исп. Ley Orgánica del Poder Judicial). Сотрудничал с Общим журналом законодательства и судебной практики (исп. Revista General de Legislación y Jurisprudencia).

## Память
Первый крупным биографом Монтеро Риос стал его сын Мануэль Гарсия Прието, написав и произнеся речь о своём отце в Королевской академии юриспруденции и законодательства в 1930 году. Хуан дель Арко включил биографию Монтеро Риос в том X сборника «Председатели Совета испанской монархии (1874-1931)», опубликованный в 1947 году. Хосе Антонио Дюран написал статью о Монтеро Риосе для Большой Галисийской энциклопедии (1974), позже написав о государственном деятеле и юристе в своей книге Crónicas-4.